# Sidney Sonnino

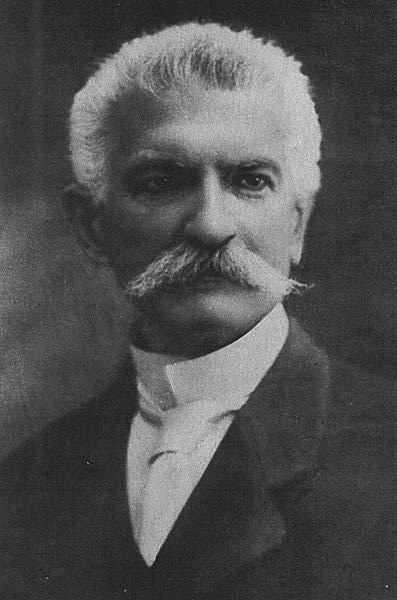
Sidney Sonnino (nach 1910)

Baron Sidney Costantino Sonnino (* 11. März 1847 in Pisa; † 24. November 1922 in Rom) war ein italienischer Politiker und Staatsmann und war vom 8. Februar bis zum 27. Mai 1906 sowie vom 11. Dezember 1909 bis zum 31. März 1910 Präsident des Ministerrats (Ministerpräsident) und 1919 Vertreter Italiens bei der Pariser Friedenskonferenz.

## Leben
Sonnino wurde in Pisa als Sohn eines Vaters jüdischer Herkunft, der zum Anglikanismus übergetreten war, und einer walisischen Mutter geboren. Er wurde von seiner Familie im anglikanischen Glauben erzogen. Sein Großvater war aus dem Ghetto von Livorno nach Ägypten ausgewandert und dort als Bankier zu einem großen Vermögen gekommen.
Im Alter von 20 Jahren widmete Sonnino sich der diplomatischen Karriere und arbeitete in Madrid, Wien und Paris. Nach seinem Ausscheiden aus dem diplomatischen Dienst 1873 wurde er 1880 zum Abgeordneten der Camera dei deputati im Wahlkreis von San Casciano in Val di Pesa gewählt. Er gehörte der Kammer bis September 1919 an, von der XIV. bis zur XXIV. Legislaturperiode. Er unterstützte das allgemeine Wahlrecht. Mit einer Untersuchung über die Lebensverhältnisse sizilianischer Bauern, die er 1876 veröffentlichte, löste er eine breite Diskussion sozialer Fragen in Italien aus. Sonninos These war dabei, dass der Staat Hilfsprogramme für Süditalien und Sizilien auflegen müsse, um den Sozialismus zu bekämpfen. Im Parlament führte er den linken Flügel der Konservativen an.
Sonnino wurde zum Finanzminister in beiden Regierungen von Francesco Crispi, war 1906 und 1909 Ministerpräsident und Außenminister in der Regierung von Antonio Salandra 1914. In letzterer Funktion versuchte er vor allem italienische Gebietsforderungen durchzusetzen und sprach sich 1915 entschieden für einen Eintritt Italiens in den Ersten Weltkrieg aus, nachdem die Alliierten Unterstützung für eine italienische Expansion nach Norden und Osten signalisiert hatten und dies im Londoner Vertrag im April 1915 bekräftigten. Damit führte er Italien aus der neutralistischen Position des Giovanni Giolitti mit der Kriegserklärung an Österreich-Ungarn am 23. Mai 1915 auf der Seite der triple Entente in den Ersten Weltkrieg.
Sonnino ist Autor des Libro verde (Grünes Buch), das die Geheimverhandlungen zwischen Italien und Österreich-Ungarn zum Thema hat. Zudem setzte er sich in seinen letzten Lebensjahren massiv für die nach Kriegsende gescheiterte Annexion Dalmatiens ein und galt als Unterstützer des Faschismus im liberalen Lager.
Seit März 1919 Ehrenmitglied der Accademia dei Lincei, wurde er im Juni 1921 auch in die Florentiner Accademia della Crusca als Mitglied aufgenommen.